# 文森特 (歌曲)

曲中描述之文森·梵谷畫作，星夜 (1889),

《文森特》（英語：Vincent）是唐·麦克林所唱的一首纪念文森特·梵高的歌曲。这首歌也因为开场歌词“Starry Starry Night”而闻名，这句歌词意指梵高的星夜。这首歌後來也被许多歌手加以改编。
1971年，麦克林在读完一本讲述梵高一生的书籍之后写下了这首歌的歌词，使用了手风琴、颤音琴、弦乐器和吉他配乐。在当年，这首歌一度成为英国单曲排行榜的第一名，并在美国获得第12名。告示牌排行榜将《文森特》排位1972年百强榜的第94名，成人当代音乐第2名。
該首也是梵谷博物館天天伴隨梵谷畫作播放的歌曲。2000年，公共电视网播出了在德克萨斯州奥斯汀举行的专场音乐会“Don McLean: Starry, Starry Night”。

## 创作缘由
麦克林曾表达过自己创作的这首歌的缘由：
“在1970年秋天，我在学校工作。一个早晨，我正坐在游廊里读梵高的传记。我觉得我得写一首歌来表明梵高并不是疯子，他仅仅是有疾病正如他弟弟西奥一样。我认为，他是因为被一个女人拒绝（这一事件广泛流传）而进入这样一个『疯狂』的世界。我拿着一副梵高的星空坐下，并在纸袋上写下了歌词。”

## 歌词
这首歌清楚地表达了对梵高作品以及对梵高本人深深的崇拜。这首歌包含了大量对梵高作品的描述。歌词“描绘出树林和水仙花（sketch the trees and the daffodils）”和“清晨的田园里琥珀色的谷物（morning fields of amber grain）”描述了梵高作品中数次出现的琥珀色的小麦。其中有几句歌词也婉转地提到了梵高的自画像，例如“饱经风霜的脸上写满了痛苦，在艺术家的手里得到抚慰（weathered faces lined in pain / are soothed beneath the artist's loving hand）”。麦克林在此暗示梵高可能在创作自画像的过程中寻找到一些安慰。但是，这句歌词也可能指梵高的另一作品《吃马铃薯的人》，这幅画中描述了一个辛苦工作的農民家庭。
另外还有一行歌词“火红的花朵灿烂地燃烧着（flaming flowers that brightly blaze）”描述了梵高最为著名的系列画作《向日葵》。这句歌词不仅借鉴了画作中明亮的黄色和橘色，也创造出了充满能量的太阳的意象。
在最开始的两句合唱“人们不曾倾听你的心声，他们也不知道怎么做，也许他们现在明白了（They would not listen / they did not know how / perhaps they'll listen now）”中，麦克林对于梵高生前缺乏知名度表示了赞颂。在最后的合唱中，麦克林唱到“人们不曾倾听你的心声，现在依然未倾听你的心声，也许永远不会 （They would not listen / they're not listening still / perhaps they never will）。这是梵高的故事，直到他死，他才被认为是一位艺术家。这些歌词表明梵高试图通过他的作品“使人们变得自由（set people free）”。麦克林对这有着清楚的而强烈的感觉：“现在，我理解了你试图告诉我的（And now I understand what you tried to say to me）”。

## 评价
《每日电讯报》写道“凭借其在大和弦和小和弦中苦乐的掺和，《文森特》舒缓的旋律表达了强烈而平静的追忆。
Allmusic这首歌的简介中写道：“（这是）麦克林对梵高的赞歌……（麦克林）认为梵高的自杀是对疯狂的世界的一个清醒的批评。 该网站也称麦克林在现场专辑《Starry Starry Night》中重现了《文森特》中所表现出的那种痛苦。